# Cyril Bowles
Cyril William Johnston Bowles (* 9. Mai 1916 in Glasgow; † 14. September 1999) war von 1969 bis 1987 der vierte Bischof von Derby.
Er studierte an der Cambridge University und wurde 1949 ordiniert. Er war zunächst Vikar in der Gemeinde von Barking. Anschließend war er Kaplan am theologischen College Ridley Hall in Cambridge, wo er schließlich Dekan wurde. Er wurde Erzdiakon, bevor er 1969 zum Bischof ernannt wurde. Als Bischof von Derby hatte er von 1973 bis 1987 einen Sitz im House of Lords.